# Parque Estadual Zé Bolo Flô
O Parque Estadual Zé Bolo Flô, antigo Parque Estadual José Inácio da Silva é um parque estadual da cidade de Cuiabá, capital do estado de Mato Grosso, Brasil.

## Localização
O Parque Estadual José Inácio da Silva fica no município de Cuiabá, Mato Grosso. Possui uma área de 66 hectares. O parque leva o nome de um poeta e compositor itinerante, nascido José Inácio da Silva. Vendia bolos e flores na Praça Alencastro, no centro de Cuiabá, e ganhou o apelido de Zé Bolo Flô por causa de seu grito de vendedor ambulante.
O parque oferece espaço de lazer para moradores da Grande Coxipó e para a clientela dos estabelecimentos de saúde do parque, do Hospital Adauto Botelho, da Escola de Saúde Pública Doutor Agrícola Paes de Barros e do Centro de Ofiologia. A vegetação é de cerrado e há muitas espécies de árvores frutíferas. Existem dois percursos pedestres e atalhos utilizados pela população. O parque conta com churrasqueiras e mesas fixas, ginásios, miniestádio e campo de futebol, playgrounds, paisagismo, mata nativa, lagoas, lanchonetes, sanitários, pista de pedestres e ciclovia e passarela de ligação ao jardim botânico.

## História
O parque estadual foi criado como Parque de Saúde do Estado de Mato Grosso pelo decreto-lei 1.693, de 23 de agosto de 2000, com área aproximada de 66,3985 hectares. O Decreto 4.138, de 4 de abril de 2002, alterou a denominação para Parque Estadual José Inácio da Silva – “Zé Bolo Flô”. Em 26 de setembro de 2011 foi renomeado para Parque Estadual Zé Bolo Flô. O plano de manejo foi emitido para aprovação em 17 de outubro de 2012 e o conselho consultivo foi criado em 18 de dezembro de 2014.